# Silene tatjanae
Silene tatjanae är en nejlikväxtart som beskrevs av Boris Konstantinovich Schischkin. Silene tatjanae ingår i släktet glimmar, och familjen nejlikväxter. Inga underarter finns listade i Catalogue of Life.